# Trud (distrikt)
Trud (bulgariska: Труд) är ett distrikt i Bulgarien.   Det ligger i kommunen obsjtina Maritsa och regionen Plovdiv, i den centrala delen av landet, 130 km öster om huvudstaden Sofia.
Runt Trud är det i huvudsak tätbebyggt. Runt Trud är det mycket tätbefolkat, med 4 039 invånare per kvadratkilometer.